# SaGa

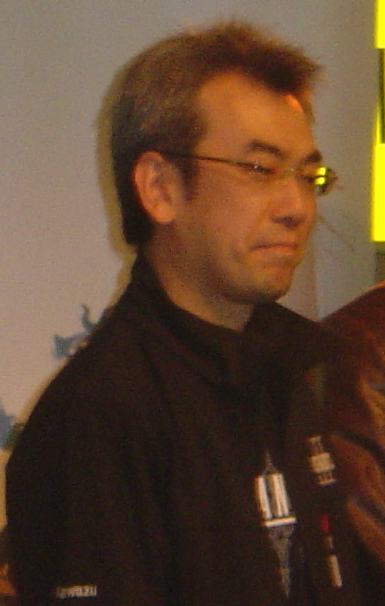
Akitoshi Kawazu

SaGa (サガ) é uma série de RPG para consoles produzido pela Square (e agora, pela atual Square Enix). A série teve início no Game Boy em 1989, criação do produtor executivo de videogames Akitoshi Kawazu. Desde então, teve diversas continuações, do Super NES até Playstation 2.

## Jogos da série
Existem atualmente nove jogos na série, incluindo os remakes.
| Título                                                    | Ano                                     | Plataforma                                                         | Notas |
| --------------------------------------------------------- | --------------------------------------- | ------------------------------------------------------------------ | --- |
| The Final Fantasy Legend Japonês: Makai Tōshi Sa·Ga       | - JP: 1989, 2002, 2007 - AN: 1990, 1998 | Game Boy, WonderSwan Color (remake), celulares                     | • Primeiro jogo da série, considerado assim o mais conhecido game entre os jogos • A tradução original do nome é "SaGa: Hell-Tower-Warrior" que em português significa "SaGa: Guerreiro da Torre Infernal" |
| Final Fantasy Legend II Japonês: Sa·Ga 2: Hihou Densetsu  | - JP: 1990, 2009 - AN: 1991, 1998       | Game Boy, Nintendo DS (remake)                                     | • Tem quase a mesma jogabilidade do primeiro jogo • A tradução original do nome é "SaGa: The Treasure Legend" que em português é algo como "SaGa: A Lenda do Tesouro" |
| Final Fantasy Legend III Japonês: Sa·Ga 3: Jikuu no Hasha | - JP: 1991 - AN: 1993, 1998             | Game Boy                                                           | • O jogo tem uma certa semelhança no sistema de batalhas com o jogo Final Fantasy: Mystic Quest • Pela primeira vez na série não é possível escolher os ajudantes do personagem principal em uma série de raças diferentes • A tradução original do nome é "SaGa: The Ruler of Time and Space" que em português significa "SaGa: O Líder do Tempo e Espaço" |
| Romancing SaGa Japonês: Romancing SaGa: Minstrel's Song   | - JP: 1992, 2001, 2005, 2009 - AN: 2005 | Super Famicom, WonderSwan Color, PlayStation 2 (remake), celulares | |
| Romancing SaGa 2                                          | - JP: 1993                              | Super Famicom                                                      | |
| Romancing SaGa 3                                          | - JP: 1995                              | Super Famicom                                                      | |
| SaGa Frontier                                             | - JP: 1997 - AN: 1998                   | PlayStation                                                        | |
| SaGa Frontier 2                                           | - JP: 1999 - AN: 2000 - PAL: 2000       | PlayStation                                                        | |
| Unlimited Saga                                            | - JP: 2002 - AN: 2003 - PAL: 2003       | PlayStation 2                                                      | |

## Curiosidades
- Os Mutants dos primeiros dois jogos se chamam na versão original japonesa de "Espers", que são uma espécie de invocações em vários jogos da série principal de Final Fantasy.
- No primeiro jogo, a torre onde o jogador começa a história se parece com uma torre do primeiro Final Fantasy.
- Existem várias referencias a Final Fantasy na série, deve ser este o motivo do game ter sido nomeado de Final Fantasy Legend nos EUA.